# Leichtathletik-Weltmeisterschaften 1997/3000 m Hindernis der Männer
Der 3000-Meter-Hindernislauf der Männer bei den Leichtathletik-Weltmeisterschaften 1997 wurde vom 3. bis 6. August 1997 im Olympiastadion der griechischen Hauptstadt Athen ausgetragen.
In diesem Wettbewerb gab es einen Dreifacherfolg der kenianischen Hindernisläufer, die sich weit vom restlichen Feld abgesetzt hatten. Weltmeister wurde Wilson Boit Kipketer. Er gewann vor seinem Vorgänger, dem dreifachen Weltmeister (1991/1993/1995), Olympiazweiten von 1996 und Weltrekordinhaber Moses Kiptanui. Bronze ging an Bernard Barmasai, den Sieger der Afrikaspiele 1995.
Die Entscheidung zwischen Silber und Bronze war äußerst knapp, beide Läufer erreichten bis auf die Hundertstelsekunde zeitgleich das Ziel. Nur durch das Zielfoto war ein Unterschied im Tausendstelsekundenbereich zu erkennen.

## Bestehende Rekorde
| Weltrekord | 7:59,18 min | Moses Kiptanui | Zürich, Schweiz               | 16. August 1995 |
| WM-Rekord  | 8:04,16 min | Moses Kiptanui | WM 1995 in Göteborg, Schweden | 11. August 1995 |

Der bestehende WM-Rekord wurde bei diesen Weltmeisterschaften nicht eingestellt und nicht verbessert.
Im Finale stellte der siebtplatzierte Norweger Jim Svenøy mit 8:14,80 min einen neuen Landesrekord auf.

## Vorrunde
Die Vorrunde wurde in drei Läufen durchgeführt. Die ersten sechs Athleten pro Lauf – hellblau unterlegt – sowie die darüber hinaus sechs zeitschnellsten Läufer – hellgrün unterlegt – qualifizierten sich für das Halbfinale.

### Vorlauf 1
3. August 1997, 8:30 Uhr
| Platz | Name                    | Nation         | Zeit (min) |
| ----- | ----------------------- | -------------- | ---------- |
| 1     | Rafał Wójcik            | Polen          | 8:24,93    |
| 2     | Brahim Boulami          | Marokko        | 8:24,95    |
| 3     | Moses Kiptanui          | Kenia          | 8:25,80    |
| 4     | Wladimir Pronin         | Russland       | 8:25,95    |
| 5     | Mark Croghan            | USA            | 8:25,95    |
| 6     | Alessandro Lambruschini | Italien        | 8:26,35    |
| 7     | Michael Buchleitner     | Österreich     | 8:26,76    |
| 8     | Florin Ionescu          | Rumänien       | 8:27,39    |
| 9     | Robert Hough            | Großbritannien | 8:28,54    |
| 10    | Stathis Stasi           | Zypern         | 8:28,85    |
| 11    | Christopher Unthank     | Australien     | 8:32,02    |

### Vorlauf 2

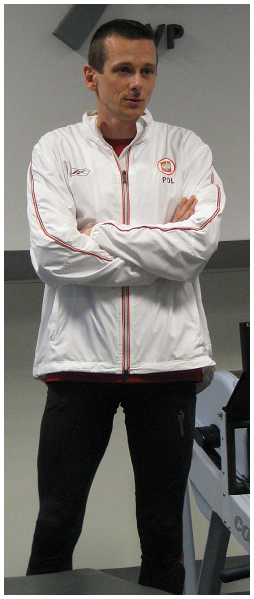
Michał Bartoszak blieb in seinem Vorlauf chancenlos

3. August 1997, 8:42 Uhr
| Platz | Name                   | Nation        | Zeit (min) |
| ----- | ---------------------- | ------------- | ---------- |
| 1     | Saad Shaddad Al-Asmari | Saudi-Arabien | 8:25,23    |
| 2     | Mark Ostendarp         | Deutschland   | 8:25,97    |
| 3     | Bernard Barmasai       | Kenia         | 8:26,62    |
| 4     | Simon Vroemen          | Niederlande   | 8:28,96    |
| 5     | Elarbi Khattabi        | Marokko       | 8:32,70    |
| 6     | Thomas Nohilly         | USA           | 8:32,77    |
| 7     | Million Wolde          | Äthiopien     | 8:33,35    |
| 8     | Abderrahmane Daas      | Algerien      | 8:33,35    |
| 9     | Giuseppe Maffei        | Italien       | 8:37,12    |
| 10    | Vítor Almeida          | Portugal      | 8:40,75    |
| 11    | Michał Bartoszak       | Polen         | 8:47,01    |

### Vorlauf 3
3. August 1997, 8:54 Uhr
| Platz | Name                  | Nation       | Zeit (min) |
| ----- | --------------------- | ------------ | ---------- |
| 1     | Wilson Boit Kipketer  | Kenia        | 8:29,40    |
| 2     | Jim Svenøy            | Norwegen     | 8:29,65    |
| 3     | Hicham Bouaouiche     | Marokko      | 8:29,67    |
| 4     | Angelo Carosi         | Italien      | 8:29,92    |
| 5     | Ramiro Morán          | Spanien      | 8:29,98    |
| 6     | Marcel Laros          | Niederlande  | 8:30,24    |
| 7     | Wander do Prado Moura | Brasilien    | 8:30,70    |
| 8     | Adam Dobrzyński       | Polen        | 8:31,69    |
| 9     | Antonios Vouzis       | Griechenland | 8:33,51    |
| 10    | Stéphane Desaulty     | Frankreich   | 8:33,56    |
| 11    | Hector Begeo          | Philippinen  | 9:17,82    |

## Halbfinale
In den beiden Halbfinalläufen qualifizierten sich die jeweils ersten fünf Athleten – hellblau unterlegt – sowie die darüber hinaus zwei zeitschnellsten Läufer – hellgrün unterlegt – für das Finale.

### Halbfinallauf 1

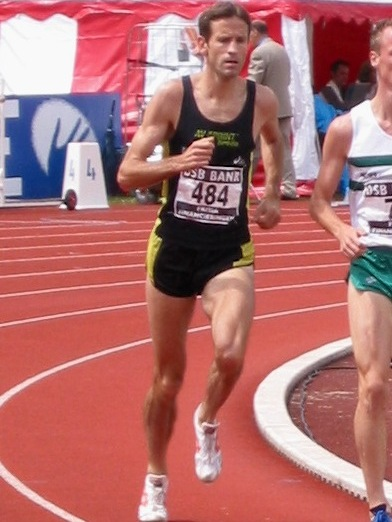
Simon Vroemen, später vor allem auf europäischer Ebene sehr erfolgreich, schied als Zehnter seines Rennens im Halbfinale aus

4. August 1997, 19:00 Uhr
| Platz | Name                    | Nation        | Zeit (min) |
| ----- | ----------------------- | ------------- | ---------- |
| 1     | Saad Shaddad Al-Asmari  | Saudi-Arabien | 8:20,18    |
| 2     | Mark Ostendarp          | Deutschland   | 8:20,40    |
| 3     | Moses Kiptanui          | Kenia         | 8:20,76    |
| 4     | Hicham Bouaouiche       | Marokko       | 8:20,88    |
| 5     | Elarbi Khattabi         | Marokko       | 8:20,94    |
| 6     | Jim Svenøy              | Norwegen      | 8:21,16    |
| 7     | Wladimir Pronin         | Russland      | 8:29,39    |
| 8     | Ramiro Morán            | Spanien       | 8:31,73    |
| 9     | Rafał Wójcik            | Polen         | 8:33,28    |
| 10    | Simon Vroemen           | Niederlande   | 8:48,66    |
| DNF   | Thomas Nohilly          | USA           |            |
| DNF   | Alessandro Lambruschini | Italien       |            |

### Halbfinallauf 2

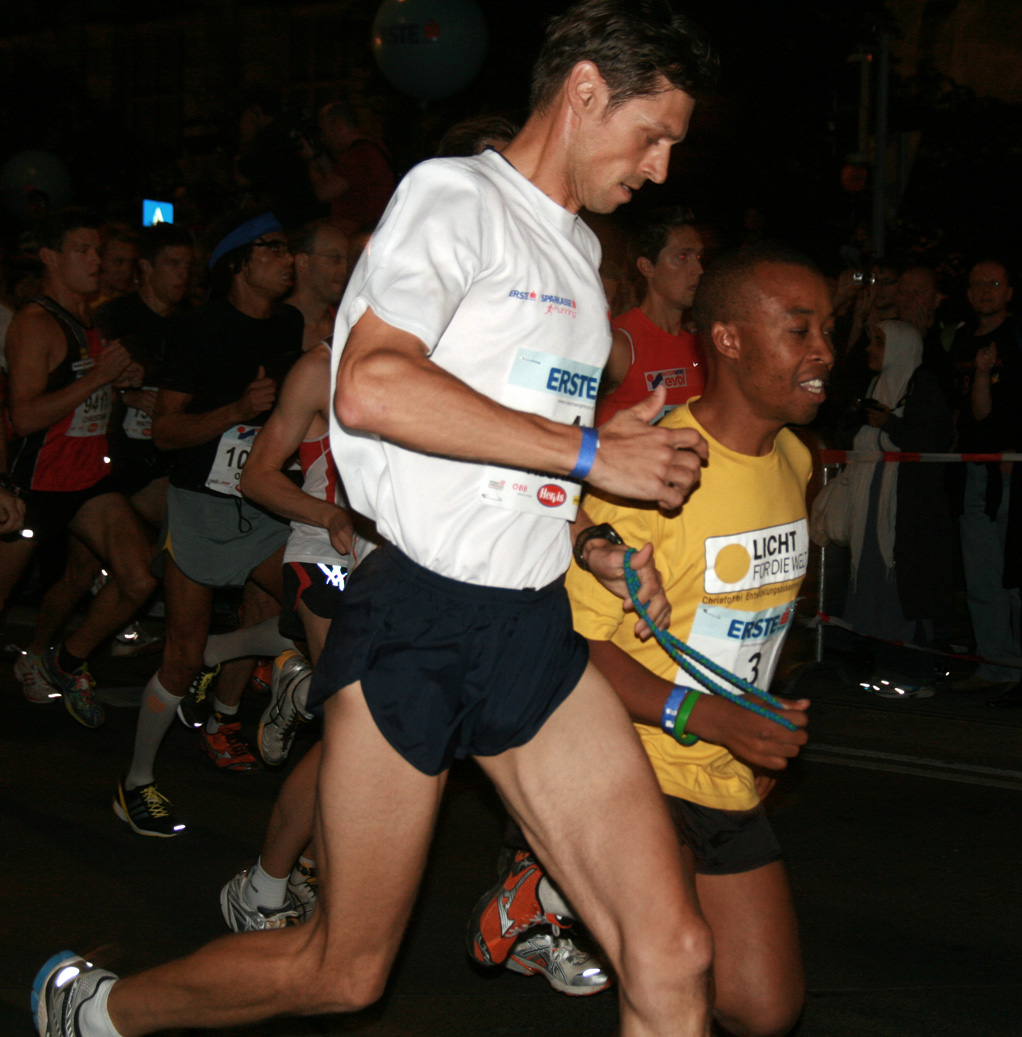
Für Michael Buchleitner (weißes Trikot) reichte es auf Platz sieben seines Halbfinallaufs nicht ganz ins Finale

4. August 1997, 19:15 Uhr
| Platz | Name                  | Nation         | Zeit (min) |
| ----- | --------------------- | -------------- | ---------- |
| 1     | Bernard Barmasai      | Kenia          | 8:17,95    |
| 2     | Wilson Boit Kipketer  | Kenia          | 8:18,92    |
| 3     | Mark Croghan          | USA            | 8:19,98    |
| 4     | Angelo Carosi         | Italien        | 8:20,82    |
| 5     | Brahim Boulami        | Marokko        | 8:21,99    |
| 6     | Florin Ionescu        | Rumänien       | 8:22,35    |
| 7     | Michael Buchleitner   | Österreich     | 8:26,22    |
| 8     | Wander do Prado Moura | Brasilien      | 8:35,01    |
| 9     | Stathis Stasi         | Zypern         | 8:35,73    |
| 10    | Marcel Laros          | Niederlande    | 8:36,12    |
| 11    | Adam Dobrzyński       | Polen          | 8:38,58    |
| 12    | Robert Hough          | Großbritannien | 8:59,24    |

## Finale

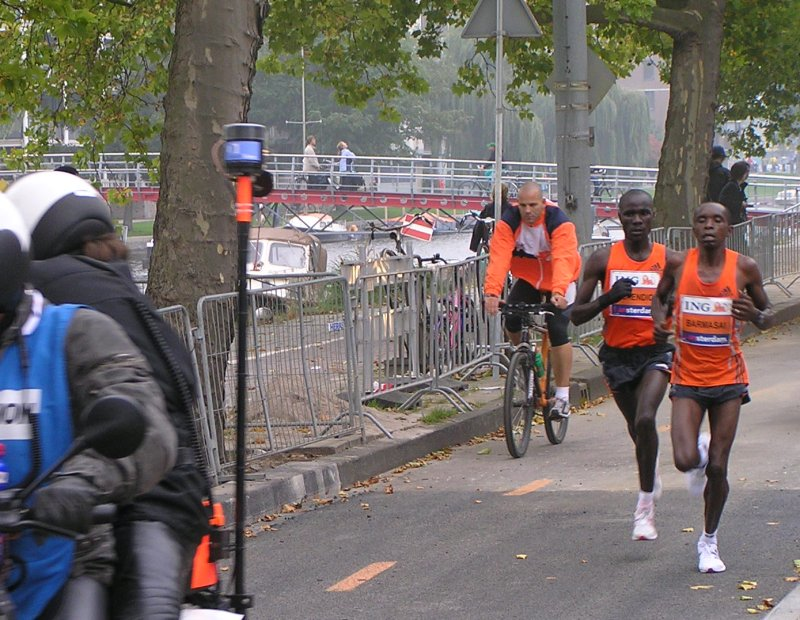
Bronzemedaillengewinner Bernard Barmasai (rechts) beim Amsterdam-Marathon 2006
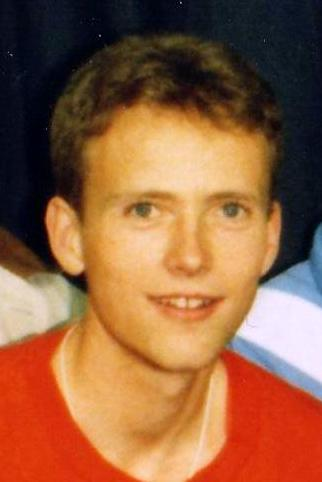
Mit norwegischem Landesrekord erreichte Jim Svenøy Rang sieben

6. August 1997, 19:30 Uhr
| Platz | Name                   | Nation        | Zeit (min) |
| ----- | ---------------------- | ------------- | ---------- |
| 1     | Wilson Boit Kipketer   | Kenia         | 8:05,84    |
| 2     | Moses Kiptanui         | Kenia         | 8:06,04    |
| 3     | Bernard Barmasai       | Kenia         | 8:06,04    |
| 4     | Saad Shaddad Al-Asmari | Saudi-Arabien | 8:13,87    |
| 5     | Hicham Bouaouiche      | Marokko       | 8:14,04    |
| 6     | Mark Croghan           | USA           | 8:14,09    |
| 7     | Jim Svenøy             | Norwegen      | 8:14,80 NR |
| 8     | Angelo Carosi          | Italien       | 8:16,01    |
| 9     | Mark Ostendarp         | Deutschland   | 8:18,49    |
| 10    | Brahim Boulami         | Marokko       | 8:23,34    |
| 11    | Elarbi Khattabi        | Marokko       | 8:29,43    |
| 12    | Florin Ionescu         | Rumänien      | 8:39,67    |

## Video
- Men’s 3000m Steeplechase World Athletics Championships Athens 1997 (auf der Webseite fälschlich als „Athens 1987“ benannt) auf youtube.com, abgerufen am 13. Juni 2020